# Photopolymerisation
Photopolymerisationen (auch photoinitiierte Polymerisation) sind Polymerisationen, die durch die Absorption von sichtbaren oder ultravioletten Licht initiiert werden, typischerweise durch einen Photoinitiator. Je nach Art des Initiators und seine Zerfallreaktion können radikalische oder ionische Kettenpolymerisationen initiiert werden. In der Regel unterscheidet sich die Photopolymerisation lediglich durch den Initiationsschritt von einer gewöhnlichen Kettenpolymerisation; die darauf folgenden Schritte, wie Kettenwachstum und Kettenabbruch sind identisch.
Für Photopolymerisationen werden oft Photosensibilisatoren eingesetzt. Sie absorbieren das Licht und übertragen die aufgenommene Energie auf den eigentlichen Initiator der Polymerisation, wobei der Sensibilisator bei der Reaktion nicht verbraucht wird.
Als Photosensibilisatoren werden Verbindungen wie Acetophenon, Benzophenon und Thioxanthon eingesetzt.
Photopolymerisationen von Kunstharzen, wie beispielsweise ungesättigte Polyesterharze oder Vinylesterharze, die Mischungen von Prepolymeren und Monomeren sind, führen zu Vernetzungen, wobei Duroplaste entstehen. Die Prepolymere der beiden Beispiele tragen zwei Vinyl-Gruppen bzw. mehrere C=C-Doppelbindungen, die in unabhängigen Kettenwachstumreaktionen zur Vernetzung führen. Vernetzungen sind auch möglich, wenn die Hauptketten der Prepolymere Chromophore tragen, die unter Photoinitiierung Radikale bilden und so eine Polymerisation einleiten. Photopolymerisationen werden meist als Substanzpolymerisationen durchgeführt.

## Anwendungen
Photopolymerisationen werden zum Härten spezieller Druckfarben, Zahnfüllungen, Beschichtungen von Glasfasern und Discs und Fotolacken (Photoresist) durchgeführt.
Werden Kunstharze auf Trägermaterialien aufgetragen und gezielter Belichtung ausgesetzt, findet die Polymerisation nur in Regionen statt, die dem Licht ausgesetzt waren. Die übrigen Regionen können anschließend entfernt werden. Dies findet bei der Fotolithografie der Halbleitertechnik Anwendung. Dieses Prinzip kann dreidimensional erweitert werden, sodass die Photopolymerisation im 3D-Druck angewandt wird.